# Kvithammer
Kvithammer, Kvithamar of Kvithammar is een plaats in de Noorse gemeente Stjørdal, provincie Trøndelag. Kvithammer telt 231 inwoners (2007) en heeft een oppervlakte van 0,17 km².